# Héctor Baldassi
Héctor Walter Baldassi (Río Ceballos, Córdoba, 5 de gener del 1966) és un àrbitre de futbol argentí. Baldassi arbitra a la lliga argentina des de 1998 i des de 2000 és àrbitre internacional FIFA. El febrer del 2010 va ser escollit per arbitrar a la Copa del Món del 2010.